# Amanda Jones (Miss USA)
Amanda Clara Jones (28 octobre 1950), est une actrice, un mannequin et une reine de beauté américaine, couronnée miss Illinois USA 1973 puis miss USA 1973. En tant que miss USA, elle représente les États-Unis au concours Miss Univers 1973, où elle se classe première dauphine. 

## Source de la traduction
- (en) Cet article est partiellement ou en totalité issu de l’article de Wikipédia en anglais intitulé « Amanda Jones (Miss USA) » (voir la liste des auteurs).